# Świergotek nadmorski
Świergotek nadmorski (Anthus petrosus) – gatunek małego ptaka z rodziny pliszkowatych (Motacillidae).

## Zasięg występowania
Gnieździ się na skalistych wybrzeżach zachodniej i północnej Europy od Bretanii po Półwysep Fennoskandzki i północno-zachodnią Rosję. Zachodni zasięg jego występowania obejmuje Irlandię, Wielką Brytanię i Francję, natomiast populacje skandynawskie i rosyjskie zimują na wybrzeżach zachodniej Europy (na południe od Półwyspu Skandynawskiego) oraz w północno-zachodniej Afryce. W czasie migracji (marzec–kwiecień i wrzesień–listopad) nielicznie pojawia się w Polsce.

## Systematyka

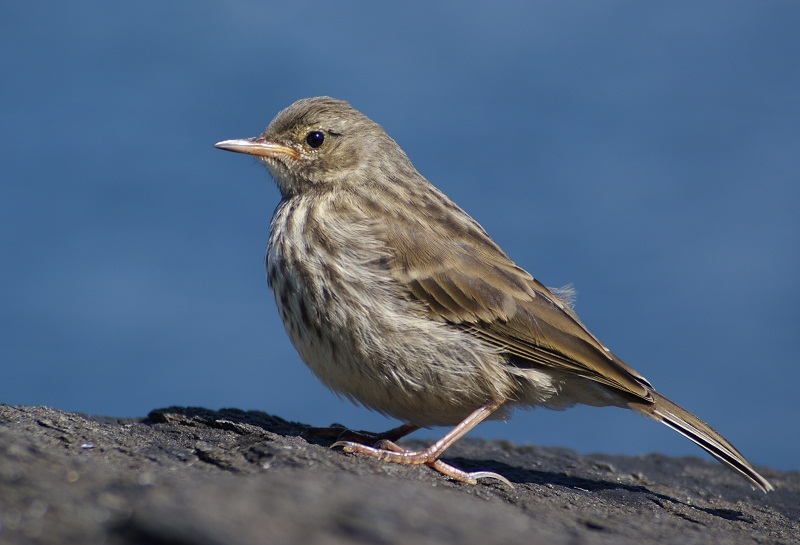
Podgatunek nominatywny A. petrosus petrosus, Irlandia

Dawniej świergotka nadmorskiego uznawano za podgatunek siwerniaka. Międzynarodowy Komitet Ornitologiczny (IOC) wyróżnia dwa podgatunki A. petrosus:
- świergotek nadmorski[4] (A. petrosus petrosus) (Montagu, 1798)  – Wyspy Brytyjskie i zachodnia Francja.
- świergotek skandynawski[4] (A. petrosus littoralis) C. L. Brehm, 1823 – Skandynawia do północno-zachodniej Rosji.

Autorzy Handbook of the Birds of the World wyróżniają jeszcze trzeci podgatunek (IOC wlicza tę populację do podgatunku nominatywnego):
- A. petrosus kleinschmidti E. J. O. Hartert, 1905 – Wyspy Owcze oraz szkockie wyspy: Szetlandy, Orkady, Fair Isle i St Kilda[2].

## Morfologia
Długość ciała 16–17 cm, masa ciała 18–32 g.
Wyglądem i wielkością podobny do siwerniaka. Samice są podobne do samców.

## Ekologia i zachowanie

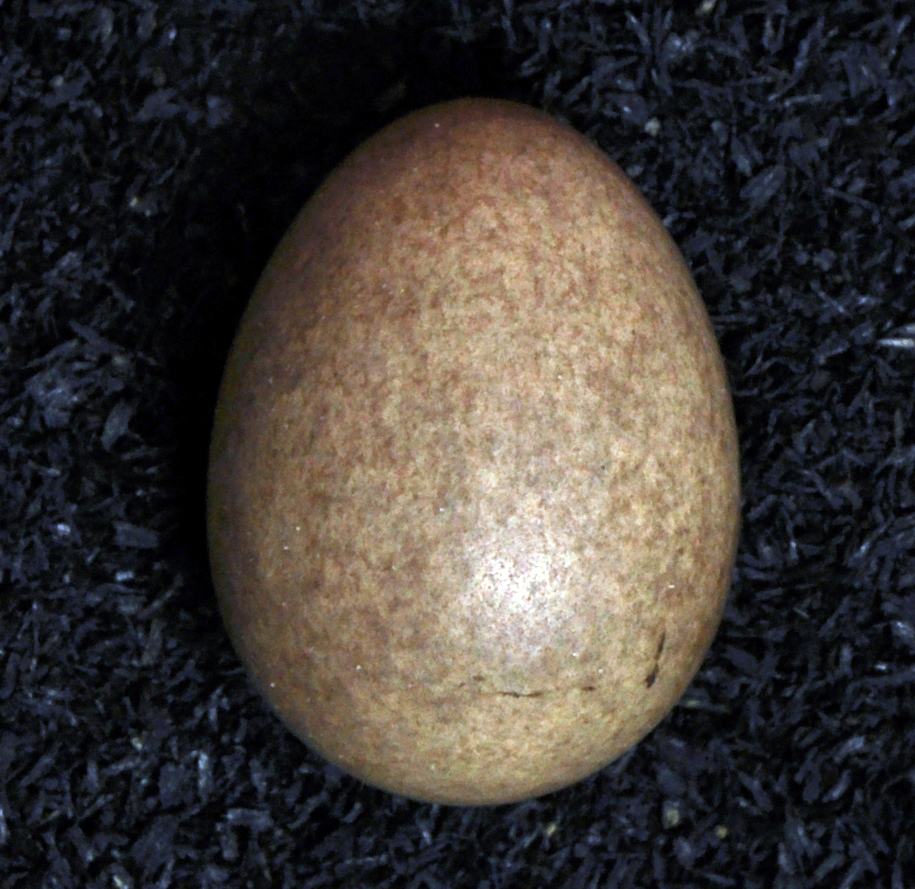
Jajo z kolekcji muzealnej

BiotopGniazduje w pobliżu skalistych wybrzeży i na wyspach z niską roślinnością. Czasami może gniazdować w głębi lądu, np. na wyspach St Kilda w Szkocji, lub w pobliżu jezior słodkowodnych. Zimuje na skalistych wybrzeżach, w pobliżu słonych bagien, w ujściach rzek, a czasem w głębi lądu, w pobliżu słodkowodnych jezior i rzek.
ZachowanieJest to ptak terytorialny, gniazdujący w samotnych parach. Zimą tworzy grupy lub większe stada i jest bardziej towarzyski. Duża część populacji jest osiadła i nie oddala się daleko od swego terytorium. Żeruje wśród skał, traw i roślinności na wybrzeżach. Obdziobuje kamienie i wodorosty. Chodzi i biega po ziemi, rzadko skacze.
RozródOkres lęgowy trwa od połowy marca do sierpnia, w zależności od rejonu występowania. Gniazdo w kształcie miseczki jest budowane przez samicę z suchej trawy, liści i wodorostów, a wyściółkę stanowi sierść zwierzęca lub inne miękkie materiały. Umieszczone jest w szczelinie lub małym zagłębieniu między skałami, często blisko brzegu. Samica składa 4–5 białawych lub szarych jaj z brązowym plamkowaniem. W południowej części zasięgu lęgowego gatunek ten zwykle wyprowadza dwa lęgi w sezonie. Inkubacją jaj zajmuje się samica przez około dwa tygodnie, w tym czasie samiec pilnuje otoczenia gniazda. Opieką nad pisklętami zajmują się oboje rodzice. Młode opuszczają gniazdo po około 15 dniach od wyklucia i rozpraszają się. Stają się niezależne od rodziców dwa tygodnie później.
PożywienieŻywi się bezkręgowcami, w tym mięczakami (np. ślimakami), pierścienicami, skorupiakami (np. krabami) czy larwami. Zjada również małe rybki, owady i nasiona.

## Status i ochrona
IUCN uznaje świergotka nadmorskiego za gatunek najmniejszej troski (LC, Least Concern) nieprzerwanie od 1988 roku. W 2015 roku organizacja BirdLife International szacowała liczebność światowej populacji na 164–281 tysięcy par lęgowych. Globalny trend liczebności populacji uznawany jest za stabilny.
Na terenie Polski gatunek ten jest objęty ścisłą ochroną gatunkową.